# Lukas Miko

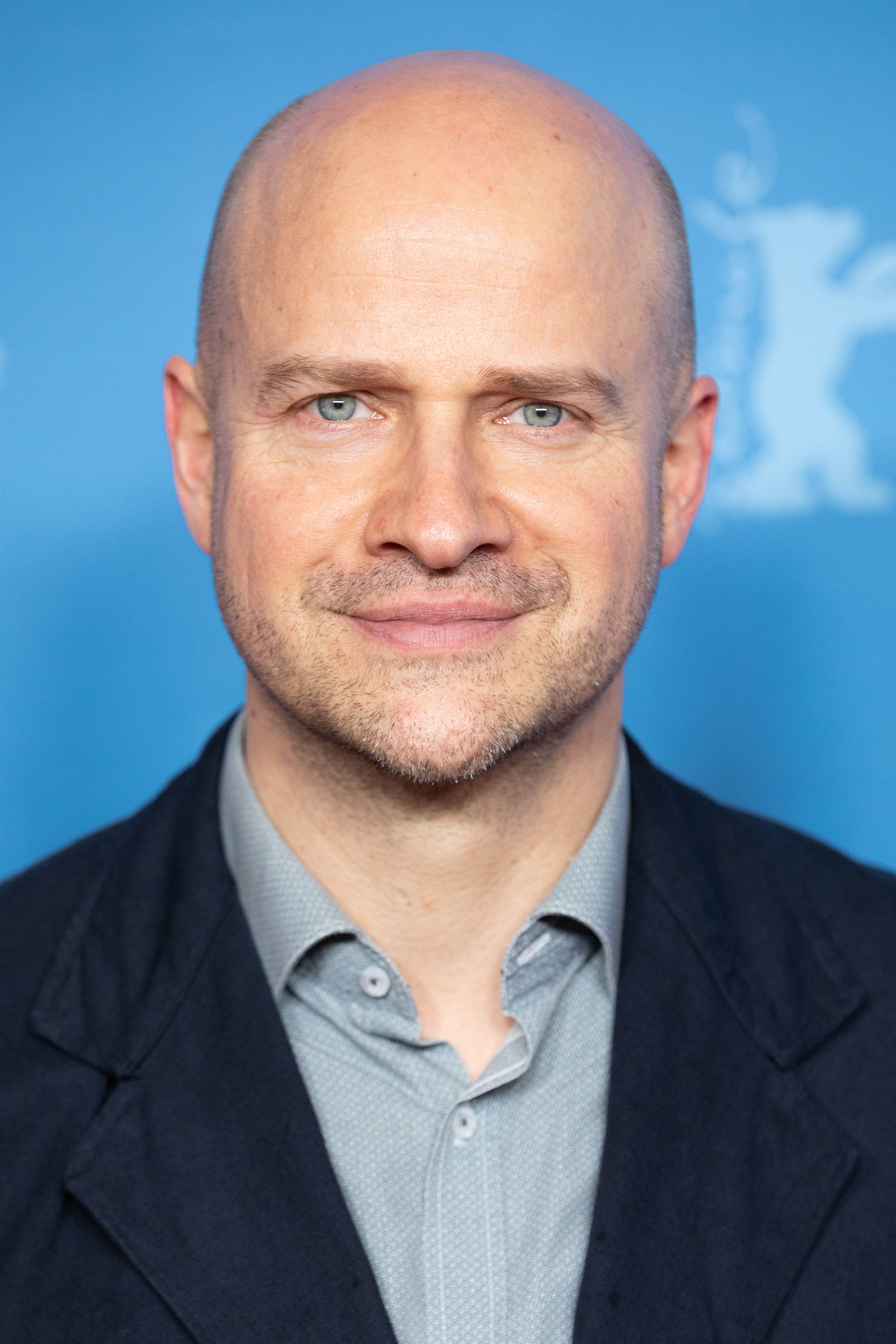
Lukas Miko (2020)

Lukas Miko (* 4. April 1971 in Wien) ist ein österreichischer Schauspieler, Drehbuchautor und Filmregisseur.

## Leben und Wirken
Lukas Miko maturierte 1989 in Wien und wurde anschließend Ensemblemitglied in George Taboris Theater der Kreis. Von 1990 bis 1992 absolvierte er das Max-Reinhardt-Seminar in Wien und von 1992 bis 1993 das Conservatoire de Paris. Nach seiner Rückkehr nach Wien engagierte ihn Michael Haneke für die Hauptrolle in seinem Film 71 Fragmente einer Chronologie des Zufalls, in dem er den Sportstudenten Max spielt, der am Vorweihnachtstag scheinbar grundlos Amok läuft. Für seine Darstellung wurde er beim Film Festival „Stars de Demain“ (Vorläufer von „European Shooting Stars“) als Bester Europäischer Nachwuchsdarsteller nominiert und mit einer Mention spéciale der Jury ausgezeichnet.
Von 1994 bis 1999 war er Ensemblemitglied des Residenztheaters in München und anschließend bis 2002 am Burgtheater in Wien.
Danach spielte er als Gast am Theater Basel, am Theater Klagenfurt und in freien Produktionen wie z. B. in Paulus Mankers Alma – A Show Biz ans Ende, in der er den Komponisten Gustav Mahler spielt.
Im Kino war er in unterschiedlichen Rollen wie als Auschwitz-Überlebender Hermann Langbein im deutschen Oscar-Beitrag 2016 Im Labyrinth des Schweigens von Giulio Ricciarelli zu sehen; als rechtsextremer Anwalt in Die Nacht der 1000 Stunden von Virgil Widrich; als strenger Vater des blinden Klavierwunderkinds Maria Theresia Paradis in Licht von Barbara Albert; und als heroinabhängiger Stiefvater im vielfach ausgezeichneten Film Die Beste aller Welten von Adrian Goiginger. Für seine Darstellung als heroinsüchtiger Stiefvater wurde er mit dem Österreichischen Filmpreis 2018 als Bester Nebendarsteller ausgezeichnet.
Im TV wurde er als intriganter Borderliner-Bösewicht in der Mini-Serie Altes Geld von David Schalko einem großen Publikum bekannt. Später war er in der SKY-Serie Der Pass (2019) als dubioser Sektenführer Brunner und in der erfolgreichen ARD-Serie Charité – Die 2. Staffel (2019) als abgründiger NS-Psychiater Max De Crinis zu sehen.
Im Kinofilm Angelo von Markus Schleinzer (2018) spielte er den österreichischen Kaiser Joseph II., der sich durch seinen Reformeifer Adel wie Kirche zu Feinden machte und an seinem Lebensende gezwungen war, einen Großteil seiner Reformen zurückzunehmen. 2020 brillierte er als Kriegsverbrecher Georg von Lichtenberg in der Netflix-Serie Freud von Marvin Kren.
2005 schrieb Miko sein erstes Drehbuch, das er unter dem Titel Das gefrorene Meer 2006 auch selbst verfilmte. Dieser 30-minütige Kurzfilm wurde u. a. mit der Goldenen Lola als Bester Deutscher Kurzfilm 2007 ausgezeichnet.
Miko ist einer der Initiatoren von #KlappeAuf, einer Initiative von österreichischen Filmschaffenden gegen Verhetzung und für Solidarisierung. Beim Österreichischen Filmpreis 2018 hielt er im Namen von #KlappeAuf eine vielbeachtete Rede.
Bei der Diagonale 2021 wurde er für seine Rolle des Gerald in dem Film Me, We von David Clay Diaz mit dem Schauspielpreis ausgezeichnet.
Bei der Diagonale 2024 erhielt er den Großen Schauspielpreis für „Besondere Verdienste um die österreichische Filmkultur“.

## Theater
Residenztheater München (Auswahl)
- 1994 Was ihr wollt von William Shakespeare – Orsino – Regie: Matthias Fontheim
- 1995 Kannibalen von George Tabori – Laci, der Zigeuner – Regie: Klaus Emmerich
- 1996 Der Gute Gott von Manhattan von I. Bachmann – Jan / Gott – Regie: Carlos Manuel
- 1997 Philosophie im Boudoir von de Sade – Chevalier – Regie: André Wilms
- 1998 Die Gelehrtenrepublik von Arno Schmidt – Charles Winer – Regie: Carlos Manuel
- 1998 Bericht für eine Akademie – Der Affe – Regie: Michael Degen

Burgtheater (Auswahl)
- 1999 Tochter der Luft von Calderon de la Barca – Lycas – Regie: Frank Castorf
- 2000 John Gabriel Borkmann von Ibsen – Erhart – Regie: Nicolas Brieger
- 2000 Troilus und Cressida von W. Shakespeare – Troilus – Regie: Declan Donnellan
- 2001 Die See von Edward Bond – Willie Carson – Regie: Andrea Breth
- 2001 Roberto Zucco von Bernard-Marie Koltès – Bruder – Regie: Klaus-Michael Grüber
- 2002 Psychosis 4.44 von Sarah Kane – Patient – Regie: James Macdonald

Theater Basel
- 2003/04 Hedda Gabler von Ibsen – Lövborg – Regie: Stephan Müller

Stadttheater Klagenfurt
- 2006/07 Jedem das Seine von Turrini/Hassler – Elias Rothenburg – Regie: Michael Sturminger

Ehem. Telegrafenamt Wien (Freie Produktion)
- 2008 ALMA – A Show Biz ans Ende – Gustav Mahler – Regie: Paulus Manker

## Filmografie

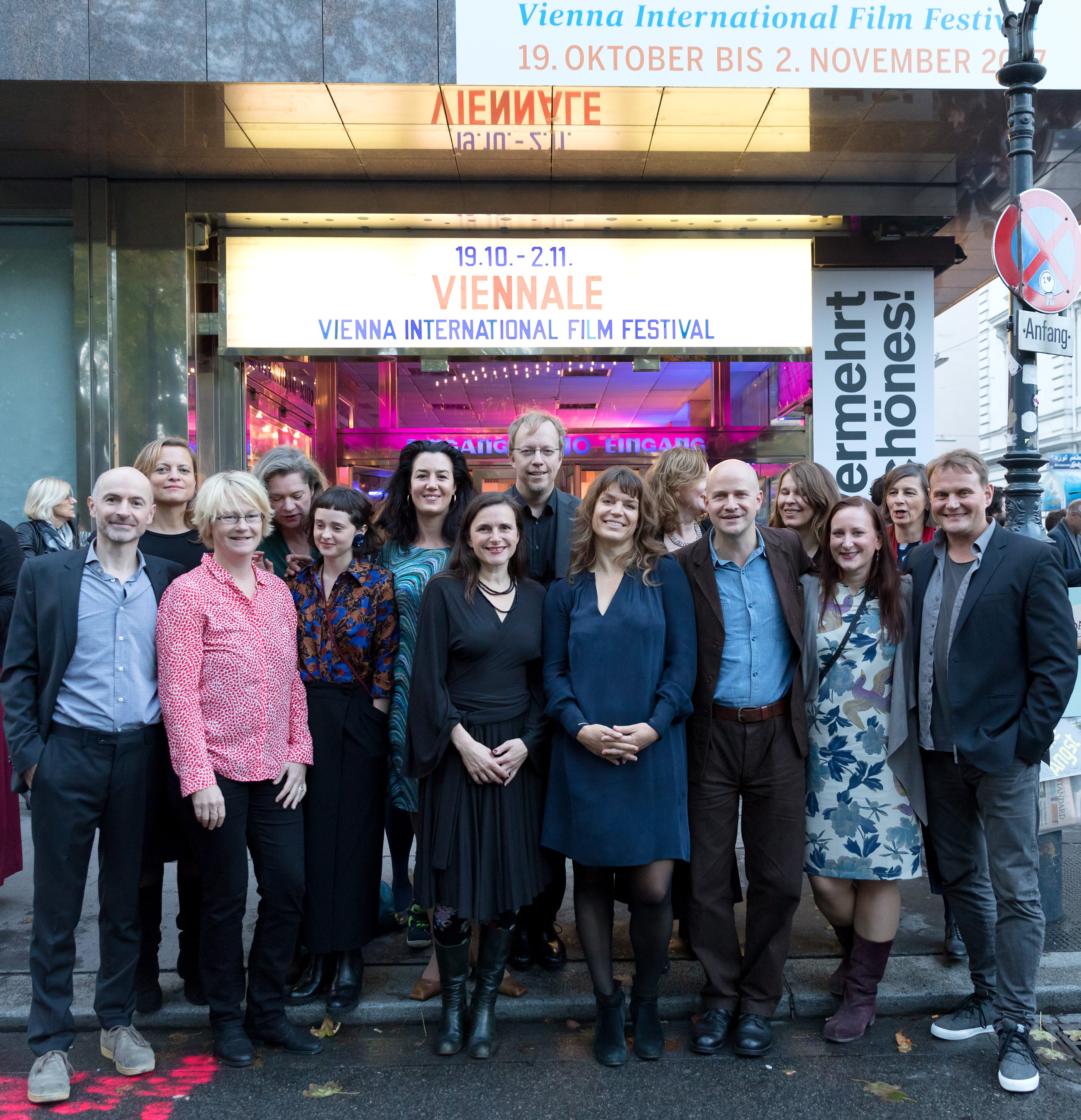
Miko mit Regisseurin Barbara Albert und einem Teil des Filmteams von Licht (Viennale 2017)

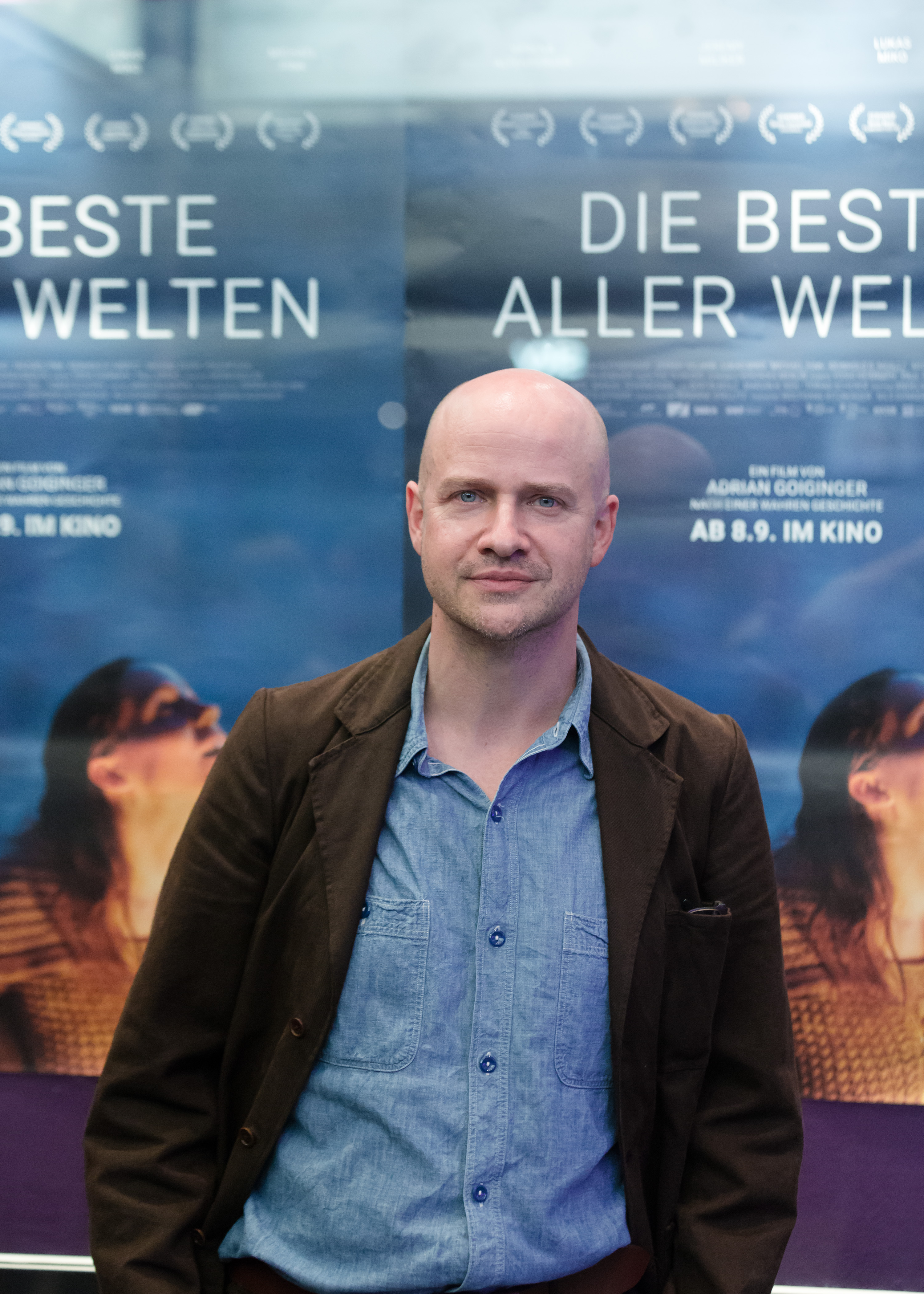
Wien-Premiere von Die beste aller Welten (2017)

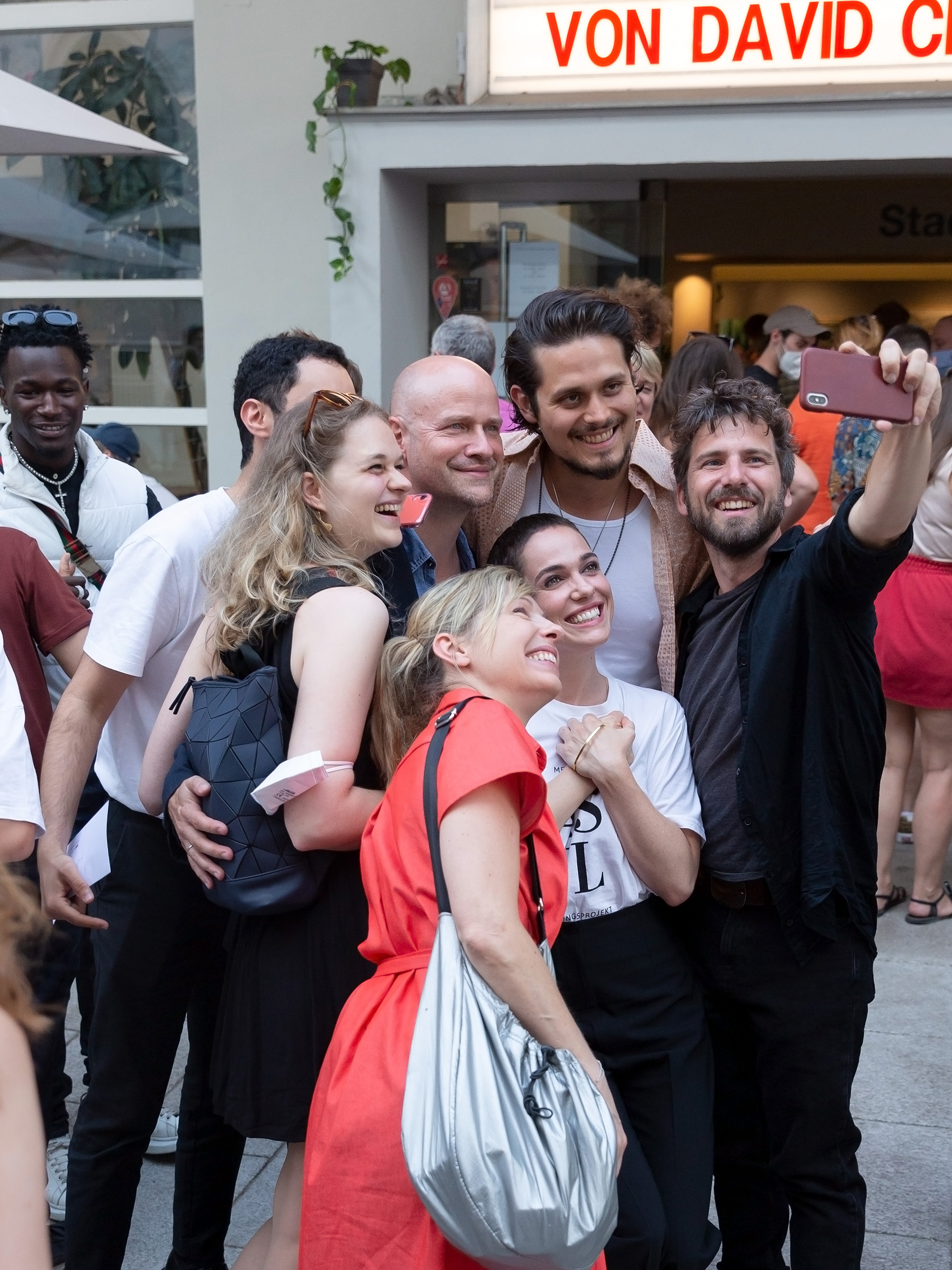
Mit Verena Altenberger, David Clay Diaz und einem Teil des Teams bei der Wien-Premiere von Me, We (2021)

Filmografie als Schauspieler (Auswahl), sofern nicht anders angegeben:
Kinofilme:
- 1994: 71 Fragmente einer Chronologie des Zufalls (Regie: Michael Haneke)
- 1996: Prélude (Regie: Stefan Panzner)
- 1997: Comedian Harmonists (Regie: Joseph Vilsmaier)
- 1999: Wenn Elsa tanzt (Regie: Georg Söring)
- 1999: Sterne (Regie: Kabel Kain)
- 2000: Musical Man (Regie: Andreas Schmid-Thomae)
- 2005: Fräulein Phyllis (Regie: Clemens Schönborn)
- 2008: Darum (Regie: Harald Sicheritz)
- 2010: Spanien (Regie: Anja Salomonowitz)
- 2014: Im Labyrinth des Schweigens (Regie: Giulio Ricciarelli)
- 2016: Die Nacht der 1000 Stunden (Regie: Virgil Widrich)
- 2017: Licht (Regie: Barbara Albert)
- 2017: Die beste aller Welten (Regie: Adrian Goiginger)
- 2018: Angelo (Regie: Markus Schleinzer)
- 2021: Me, We (Regie: David Clay Diaz)
- 2021: Schachnovelle (Regie: Philipp Stölzl)
- 2023: Stella – Ein Leben (Regie: Kilian Riedhof)
- 2024: Persona Non Grata (Regie: Antonin Svoboda)
- 2024: Ein Abend im Dezember (Regie: Matthias Kreter)
- 2025: Dracula

Fernsehfilme:
- 1998: Lonny (Regie: Tom Toelle)
- 1998: Vom nassen Tod (Regie: Johannes Brunner)
- 1998: Opernball (Regie: Urs Egger)
- 2000: Das Phantom (Regie: Dennis Gansel)
- 2001: Spiel im Morgengrauen (Regie: Götz Spielmann)
- 2003: Scheidungsopfer Mann (Regie: Stefan Krohmer)
- 2007: Die Flucht (Regie: Kai Wessel)
- 2008: Der erste Tag (Regie: Andreas Prochaska)
- 2014: Das Ende der Geduld (Regie: Christian Wagner)
- 2019: Spuren des Bösen – Sehnsucht (Regie: Andreas Prochaska)
- 2021: Kommissarin Heller: Panik (Fernsehreihe)

Fernsehserien:
- 1997: Zwei Brüder – Gassenmörder (Regie: Walter Weber)
- 1997: Tatort – Aida (Regie: Klaus Emmerich)
- 2003: Bella Block – Tödliche Nähe (Regie: Christiane Balthasar)
- 2008: Im Namen des Gesetzes - Existenz
- 2015: Altes Geld (Regie: David Schalko)
- 2018: Der Pass (Regie: Cyrill Boss, Philipp Stennert)
- 2019: Charité (Regie: Anno Saul)
- 2020: Freud (Fernsehserie; Regie: Marvin Kren)
- 2023: De Stamhouder (Dramaserie, Niederlande, Regie: Diederik van Rooijen)

Kurzfilme:
- 2002: Norwegen (Regie: Maike Wetzel)
- 2006: Das gefrorene Meer (Regie, Drehbuch: Lukas Miko, 26 min)
- 2023: Er so sie so (Regie: Benjamin Heisenberg)

## Auszeichnungen
- Festival de Stars de Demain 1994: Nominierung als Bester Europäischer Nachwuchsdarsteller
- Filmfestival Max Ophüls Preis 2006: Nominierung von Das gefrorene Meer als Bester Kurzfilm
- Deutscher Kurzfilmpreis 2007: Deutscher Kurzfilmpreis in Gold für Das gefrorene Meer
- Filmfest Dresden: Goldener Reiter des Publikums für Das gefrorene Meer
- Diagonale 2008: Thomas-Pluch-Drehbuchpreis, Förderpreis für Das gefrorene Meer
- Österreichischer Filmpreis 2018 in der Kategorie Beste männliche Nebenrolle für Die beste aller Welten[2]
- Diagonale 2021: Auszeichnung mit dem Schauspielpreis für Me, We[3][4]
- Diagonale 2024: Auszeichnung mit dem Großen Diagonale-Schauspielpreis[5][6]

1. ↑  Großer Schauspielpreis der Diagonale : Lukas Miko, ein Preisträger „frei jeder Gefallsucht“. 4. April 2024, abgerufen am 27. April 2024.
2. ↑  Österreichischer Filmpreis 2018: Preisträger (Memento des Originals vom 31. Januar 2018 im Internet Archive)  Info: Der Archivlink wurde automatisch eingesetzt und noch nicht geprüft. Bitte prüfe Original- und Archivlink gemäß Anleitung und entferne dann diesen Hinweis.. Abgerufen am 31. Jänner 2018.
3. ↑  Diagonale-Schauspielpreise’21. In: diagonale.at. Abgerufen am 13. Juni 2021.
4. ↑  Diagonale 2021: "Hochwald" von Evi Romen als bester Spielfilm gekürt. In: Kurier.at. 13. Juni 2021, abgerufen am 13. Juni 2021.
5. ↑  Lukas Miko erhält den großen Diagonale-Schauspielpreis 2024. In: DerStandard.at. 12. Februar 2024, abgerufen am 13. Februar 2024.
6. ↑  Großer Schauspielpreis der Diagonale : Lukas Miko, ein Preisträger „frei jeder Gefallsucht“. 4. April 2024, abgerufen am 27. April 2024.